# Lepidoscia euriptola
Lepidoscia euriptola är en fjärilsart som beskrevs av Oswald Beltram Lower 1903. Lepidoscia euriptola ingår i släktet Lepidoscia och familjen säckspinnare. Inga underarter finns listade i Catalogue of Life.